# Недоспоживання
Недоспоживання — це теорія в економічній думці, згідно з якою спади та стагнація виникають через неадекватний споживчий попит щодо кількості виробленої продукції. Іншими словами, під час кризи попиту існує проблема перевиробництва та переінвестування. Ця теорія лягла в основу розвитку кейнсіанської економіки та теорії сукупного попиту після 1930-х років.

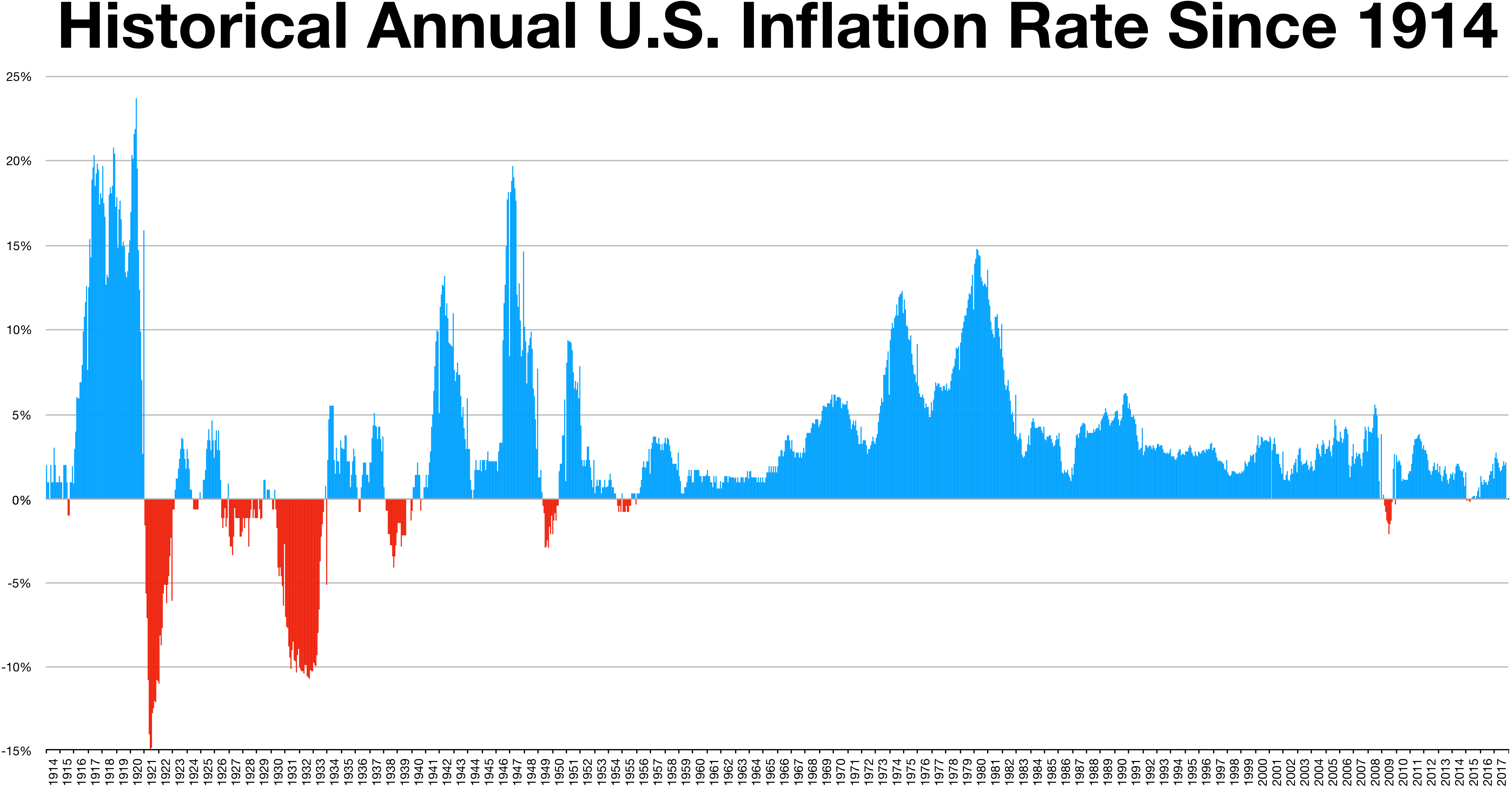

Теорія недоспоживання у вузькому розумінні стосується гетеродоксальних економістів Британії XIX століття, особливо з 1815 року, які просували теорію недоспоживання і відкидали класичну економіку у формі Рікардіанства. Економісти не сформували єдиної школи, і їхні теорії не сприймались мейнстрімною економікою того часу.
Недоспоживання — це стара концепція в економіці, яка тягнеться ще з французького меркантилістського тексту 1598 року «Les Trésors et richesses pour mettre l'Estat en Splendeur» («Скарби та багатства, потрібні аби привести державу до величі») Бартелемі де Лаффема, якщо не раніше.  Концепція недоспоживання неодноразово використовувалася як частина критики закону Сея, поки теорія недоспоживання не була значною мірою замінена кейнсіанською економікою, що формулює повніше пояснення нездатності сукупного попиту досягти потенційного обсягу виробництва, тобто рівня виробництва відповідного до повної зайнятості .
Одна з ранніх теорій недоспоживання стверджує, що оскільки працівникам платять менше, ніж вони виробляють, вони не можуть викупити стільки ж, скільки виробляють. Таким чином, попит на продукт завжди буде недостатнім.

## Теорія
У своїй книзі «Теорії недоспоживання» 1976 року Майкл Бліні визначив два основні елементи класичної (докейнсіанської) теорії недоспоживання. По-перше, єдиним джерелом спаду, стагнації та інших збоїв сукупного попиту був недостатній споживчий попит. По-друге, через це капіталістична економіка має тенденцію до стану стійкої депресії . Таким чином, недоспоживання не розглядається як частина економічних циклів, а радше як (можливо) загальне економічне середовище, в якому вони відбуваються. Порівняльно, з тенденцією до зниження норми прибутку, яка має схожу віру в стагнацію, як і природний (стабільний) стан, але яка в іншому випадку є відмінною і критично протилежна теорії недоспоживання.

### Кейнсіанська теорія
Сучасна кейнсіанська економіка значним чином витіснила теорії недоспоживання. Падіння споживчого попиту не обов'язково спричиняє рецесію, оскільки інші частини сукупного попиту можуть зрости аби протидіяти цьому ефекту. Ці інші елементи — приватні інвестиції в основний капітал у вигляді фабрик, машин і житла, а також державні закупівлі товарів і послуг та експорт (за вирахуванням імпорту). Крім того, деякі економісти вважають, що стійка стагнація є нормальним станом, до якого прагне капіталістична економіка. Але в кейнсіанській економіці можливо, що падіння споживання (приміром, через низький рівень і падіння реальної заробітної плати) може викликати рецесію або поглиблення стагнації.

### Марксистська теорія
Доволі часто стверджують, що позиція Маркса щодо недоспоживання є неоднозначною. З одного боку, він писав, що «останньою причиною всіх справжніх криз завжди залишаються бідність і обмежене споживання мас у порівнянні з тенденцією капіталістичного виробництва розвивати продуктивні сили таким чином, що лише абсолютний об'єм споживання всього суспільства був би їх межею». 
Однак у другому томі «Капіталу» він критикує теорію недоспоживання: "Говорити, що кризи породжуються відсутністю платного споживання або платоспроможних споживачів, є чистою спекуляцією. Капіталістична система визнає лише платоспроможних споживачів, за винятком тих, хто одержує підтримку за законами про бідність, або «негідників». Коли товари не продаються, це просто означає, що для них немає ні покупців, ні споживачів. Коли люди намагаються надати цьому спекулюванню вигляд якогось глибшого сенсу, кажучи, що робітничий клас не отримує достатньо власного продукту і що зло буде знищено, як тільки він отримає більшу частку, тобто якщо його заробітну плату підвищити, усе, що можна сказати, що кризам незмінно передують періоди, коли заробітна плата загалом зростає і робітничий клас отримує відносно більшу частку річного продукту, призначеного для споживання. З точки зору цих доблесних захисників «простого здорового глузду», такі періоди повинні запобігти настанню криз. Отже, здавалося б, капіталістичне виробництво містить умови, які не залежать від доброї чи поганої волі."  Маркс стверджував, що першоджерело капіталістичної кризи перебуває не в зоні споживання, а радше у виробництві. Загалом, як стверджував Анвар Шейх, виробництво створює основу для споживання, оскільки воно віддає купівельну спроможність у руки робітників та дружніх капіталістів. Щоб щось виробляти, окремому капіталісту потрібно придбати машини (капітальні товари) і наймати робітників.
У 3-й частині 3-го тому «Капіталу» Маркс представляє теорію кризи, яка міцно ґрунтується на суперечностях, що він бачить у сфері капіталістичного виробництва: тенденції до зниження норми прибутку. Він стверджує, що, оскільки капіталісти конкурують один з одним, вони прагнуть замінити робітників-людей машинами. Це приводить до того, що Маркс назвав «органічною складовою капіталу». Проте капіталістичний прибуток заснований на живій, а не «мертвій» (тобто машинній) праці. Таким чином, у міру зростання органічної складової капіталу норма прибутку має тенденцію до зниження. Згодом це спричинить падіння маси прибутку, даючи місце спаду та кризі.
Багато прихильників марксистської економічної теорії відкидають теорії стагнаційного недоспоживання. Проте економіст-марксист Джеймс Девайн вказав на дві можливі ролі недоспоживання в економічному циклі та в походженні Великої депресії 1930-х років. 
По-перше, він інтерпретує динаміку економіки США в 1920-х роках як таку, що перенасичена інвестиціями у порівнянні з попитом. Стагнація заробітної плати (по відношенню до продуктивності праці) означає, що споживчі витрати робочого класу також стагнують. Як зазначалося вище, це не означає, що економіка в цілому має опуститись до рівня економічного підвалу. У 1920-х роках приватні інвестиції в основний капітал різко зросли, як і «споживання товарів розкоші» капіталістами, підкріплене високими прибутками та оптимістичними очікуваннями. Деяке зростання споживання робітничого класу мало місце, але балансувало зі зростанням заборгованості. (Теоретично державний та іноземний сектори також могли протидіяти стагнації, але цього не сталося в ту епоху). Проблема такого економічного буму полягає в тому, що він стає все більш нестабільним, чимось схожим на бульбашку, впливаючи на фінансовий ринок. Зрештою (у 1929 р.) бум надмірних інвестицій закінчився, залишивши невикористаними промислові потужності та боргові зобов’язання, що перешкодило негайному відновленню економіки. Варто зауважити, що Девайн розглядає не всі буми в цих умовах. Наприкінці 1960-х років у США спостерігалися «надмірні інвестиції відносно пропозиції», коли рясні накопичення підтягують заробітну плату та витрати на сировину, знижуючи норму прибутку на стороні пропозиції.
По-друге, як тільки настає рецесія (наприклад, 1931–1933 рр.), приватні інвестиції можуть бути заблоковані боргом, невикористаними потужностями, песимістичними очікуваннями та зростанням соціального неспокою. В такому випадку капіталісти намагаються підвищити свою норму прибутку шляхом зниження заробітної плати та підвищення продуктивності праці (прискорюючи виробництво). Проблема в тому, що, хоча це може бути раціональним для окремої людини, це ірраціонально для капіталістичного класу в цілому. Зниження заробітної плати відносно продуктивності знижує споживчий попит відносно потенційного обсягу виробництва. Оскільки інші джерела сукупного попиту заблоковані, це насправді шкодить прибутковості через зниження попиту. Девайн називає цю проблему «пасткою недоспоживання».

## Історія

### XVI-XVIII століття – меркантилізм
Теорія недоспоживання походить від більш ранньої економічної теорії меркантилізму, а рання історія концепції недоспоживання наведена в «Меркантилізмі» Ілая Хекшера.  Недоспоживання було невеликою частиною меркантилістської теорії, на думку Хекшера, але обговорювалося згодом рядом авторів.
Найперша згадка міститься у «Скарбах і багатствах, потрібних щоб привести державу до величі» 1598 року Бартелемі де Лаффема, який "засудив тих, хто виступає проти використання французького шовку на тій підставі, що всі покупці французьких предметів розкоші створюють засоби до існування для бідних, тоді як скупі змушують їх помирати в злиднях",  це постало своєрідною ранньою формою парадоксу ощадливості. Ряд інших авторів XVII століття, англійських, німецьких та французьких, висловлювали подібні настрої, які Хекшер підсумовує так:
"Фактично, ощадливість вважалася причиною безробіття з двох причин: по-перше, тому, що реальний дохід, як вважалося, зменшується на суму грошей, які не вступають в обмін, а по-друге, вважалося, що заощадження вилучають гроші з обігу" 
«Байка про бджіл » Бернарда Мандевіля 1714 року була названа Кейнсом найпопулярнішим описом недоспоживання свого часу, але вона викликала такий резонанс, сприймаючись як напад на християнські чесноти, зокрема, на поміркованість, що недоспоживання не згадувалося в "поважних колах" ще століття, доки знову не з'явилось в пізніх роботах Мальтуса. 

### XIX століття
Мальтус присвятив розділ своїх «Принципів» (1836) теорії недоспоживання, яку спростував Девід Рікардо у своїх «Записках про Мальтуса», і дебати про неї продовжились в їхньому приватному листуванні.
Кейнс вважав Мальтуса своїм попередником за його погляди на ефективний попит , і, окрім Мальтуса, не визнавав існування інших постулянтів недоспоживання, заявляючи натомість, що Рікардо «завоював» англійську економіку.  Сьогодні це спростовується – інші британські прихильники недоспоживання зараз добре зарекомендували себе, проте, як продемонстрував Кейнс, їхні погляди були погано зафіксовані, а до 1930-х років маловідомі. Окрім цього вони не сформували єдиної школи, а швидше схожі гетеродоксальні ідеї. 
Бірмінгемська школа економістів постулювала теорію недоспоживання з 1815 року , а деякі роботи провідного члена школи Томаса Еттвуда містили формулювання ефекту мультиплікатора та моделі доходів і витрат . 
У континентальній Європі Жан Шарль Леонард де Сісмонді запропонував недоспоживання та перевиробництво як причини економічного циклу у своїх «Нових принципах політичної економіки» (1819), одному з найперших систематичних трактувань економічних циклів. Власне, Сісмонді обговорював періодичні економічні кризи, тоді як поняття циклу було розроблено Шарлем Дюноєром у його реконсиляції роботи Сісмонді з класичною економікою.
Один з перших мультиплікаторів згадується у роботах 1890-х років австралійського економіста Альфреда Де Лісса, данського політика Юліуса Вульфа та німецько-американського економіста Ніколаса Йогансена.   Ніколас Йогансен також запропонував теорію ефективного попиту в 1890-х роках.
Парадокс заощаджень був сформульований у 1892 році Джоном М. Робертсоном у його «Помилці заощаджень», і подібні погляди сягають античності   на додаток до цитованих вище тверджень меркантилістів.

### ХХ століття – докейнсіанський період
Теорію недоспоживання економічного циклу представив Джон А. Гобсон у своїй « Промисловій системі» (1910). 
Вільям Труфант Фостер і Водділ Кетчінґс розробили теорію недоспоживання в 1920-х роках, яка стала дуже впливовою серед політиків. Вони стверджували, що державне втручання, особливо витрати на програми інфраструктурного будівництва, є важливим для відновлення балансу між виробництвом і споживанням. Ця теорія сильно вплинула на Герберта Гувера та Франкліна Д. Рузвельта, що спонукало їх взяти участь у масштабних інфраструктурних проєктах.

### Спадщина
Сьогодні ці ідеї, незалежно від походження, згруповані в наукових колах під рубрикою «кейнсіанська економіка», через роль Кейнса в їх консолідації, розробці та популяризації. Сам Кейнс свідомо обговорював недоспоживання (яке він називав «недо-споживання») у Загальній теорії зайнятості, відсотків та грошей .  

## Критика
Теорію недоспоживання критикували такі економісти-класики як Джеймс Мілль, Адам Сміт, який написав «Те, що вважається розсудливістю в поведінці кожної окремої сім’ї, навряд може бути дурістю у великому королівстві», а також через християнську мораль.  Ця критика буде згодом переглянута Австрійською школою . 

## Дивіться також
- Суворість
- Дефіцит попиту – мікроекономічний
- Затоплення ринку
- Парадокс заощаджень